# Đại Hóa, Hà Trì
Huyện tự trị dân tộc Dao Đại Hóa (tiếng Tráng: Dava Yauzcuz Swci Yen, chữ Hán giản thể: 大化瑶族自治县; chữ Hán phồn thể: 大化瑤族自治縣; Pinyin: Dàhuà yáozú zìzhìxiàn) là một đơn vị hành chính thuộc địa cấp thị Hà Trì, tỉnh Quảng Tây, Trung Quốc.

## Trấn
- Đại Hóa 大化镇
- Nham Than 岩滩镇
- Đô Dương 都阳镇

## Hương
- Cộng hòa 共和乡
- Cống Xuyên 贡川乡
- Bách Mã 百马乡
- Cổ Hà 古河乡
- Cổ Văn 古文乡
- Giang Nam 江南乡
- Khương Vu 羌圩乡
- Ất Vu 乙圩乡
- Bắc Cảnh 北景乡
- Bản Lan 板兰乡
- Bản Thăng 板升乡
- Thất Bách Lộng 七百弄乡
- Trấn Tây 镇西乡
- Nhã Long 雅龙乡
- Lục Dã 六也乡
- Lưu Thủy 流水乡